# Wilma Labate
Wilma Labate (Roma, 4 dicembre 1949) è una regista e sceneggiatrice italiana.

## Biografia
Dopo essersi laureata in filosofia, nel 1979 collaborò con la RAI girando diversi  documentari. Negli anni Ottanta realizzò numerosi documentari industriali per poi girare nel 1990 il suo primo mediometraggio, Ciro il Piccolo, ambientato in una Napoli notturna e non stereotipata.
Nel suo lavoro ha affrontato spesso temi scomodi e di forte impatto sociale. Nel 1992 realizzò il suo primo lungometraggio, Ambrogio, che narra la storia di una ragazza che vuole diventare capitano di lungo corso ma che, vivendo negli anni sessanta, trova numerosi ostacoli. Nel 1996 replicò con La mia generazione, interpretato da Francesca Neri, Silvio Orlando e Claudio Amendola, che narra del viaggio di un detenuto politico e di un capitano dei carabinieri da Sud a Nord a bordo di un cellulare blindato: la pellicola fu scelta per rappresentare l'Italia al premio Oscar nella categoria "miglior film straniero".
Nel 1997, per la serie "Alfabeto italiano",  ha girato Lavorare stanca, presentato al festival di Locarno. Nel 2000 ha realizzato Domenica, ancora con Amendola e ancora in una Napoli segreta e malinconica: nell'arco di una giornata nasce un profondo rapporto tra un malandato poliziotto e una piccola orfana.  Del 2001 è invece il radiodramma Dulhan la sposa, che le valse la vittoria nel Prix Italia.
Insieme ad altri registi prese parte al film corale Lettere dalla Palestina, presentato al Festival di Berlino nel 2003; dello stesso anno è Maledetta mia, selezionato al Festival di Venezia.
Nel gennaio del 2008 esce al cinema Signorina Effe, con Valeria Solarino e Filippo Timi; la storia di un'impiegata della FIAT nell'anno della "Marcia dei 40.000".
Più recentemente, dopo un'esperienza di insegnamento in una scuola di cinema, gira con i suoi allievi Qualcosa di noi.
Nel 2018 è la volta di Arrivederci Saigon, presentato al Festival di Venezia, incredibile avventura in Vietnam di una band al femminile, Le Stars, durante la guerra nel 1968.
Nel 2021 è alla Mostra del Cinema di Venezia con il film La ragazza ha volato.
Nel 2022 presenta il film Quei Due (Edda e Galeazzo Ciano) al Tertio Millennio Festival, vincendo il Premio della Critica e la menzione della Giuria.

## Filmografia

### Regista
- Ciro il piccolo (1991) - mediometraggio documentario
- Ambrogio (1992)
- La mia generazione (1996)
- Genova. Per noi (2001) - documentario
- Un altro mondo è possibile (2001) - documentario collettivo
- Domenica (2001)
- Lettere dalla Palestina (2003) - documentario collettivo
- Maledetta mia (2003) - documentario
- Signorina Effe (2006)
- Qualcosa di noi (2014) - documentario
- Raccontare Venezia (2017) - documentario
- Nel nome del popolo italiano, episodio Natale De Grazia (2017) - docufilm
- Arrivederci Saigon (2018) - documentario
- La ragazza ha volato (2021)
- Quei Due (2022) - documentario

### Sceneggiatrice
- Ciro il piccolo, 1991, mediometraggio documentario
- La mia generazione, 1996, lungometraggio
- Genova. Per noi, 2001, documentario
- Domenica, 2001, lungometraggio
- Maledetta mia, 2003, documentario
- Signorina Effe, 2006, lungometraggio
- La pecora nera, 2010, lungometraggio
- Quei Due, 2022, lungometraggio